# ۵۲۹ (خورشیدی)
۵۲۹ پانصد و بیست و نهمین سال هجری خورشیدی است.